# الألعاب البارالمبية الصيفية 1960
الألعاب البارالمبية الصيفية 1960 هي النسخة الأولى من الألعاب البارالمبية بدأت في 18 سبتمبر و انتهت في 25 سبتمبر 1960 في روما، إيطاليا بعد نجاح عرض المدينة في الحصول على شرف استضافة ألعاب البارلمبية والألعاب الأولمبية الصيفية، شارك 400 رياضي في منافسات هذه النسخة ومن 23 دولة.